# Богдановщина (Смоленская область)
 Богда́новщина (Еськово) — деревня в Смоленской области России, в Сафоновском районе. Расположено в центральной части области в 31 км к северо-востоку Сафонова, и в 12 км к северу от автомагистрали М1 «Беларусь». Административный центр Богдановщинского сельского поселения.

## История
Известно как минимум с 1774 года (построен каменный храм, не сохранился). В прошлом — село Вяземского уезда Смоленской губернии.

## Достопримечательности
- Обелиск на братской могиле 108 воинов Советской Армии, погибших в 1941—1943 годах
- Обелиск на памятном месте где в 1942 году партизаны вели ожесточенные бои с немецкими войсками.